# Liste von Persönlichkeiten aus Collina d’Oro
Diese Liste enthält in Collina d’Oro im Kanton Tessin geborene Persönlichkeiten und solche, die in Collina d’Oro ihren Wirkungskreis hatten, ohne dort geboren zu sein. Die Liste erhebt keinen Anspruch auf Vollständigkeit.

## Persönlichkeiten
(Sortierung nach Geburtsjahr)

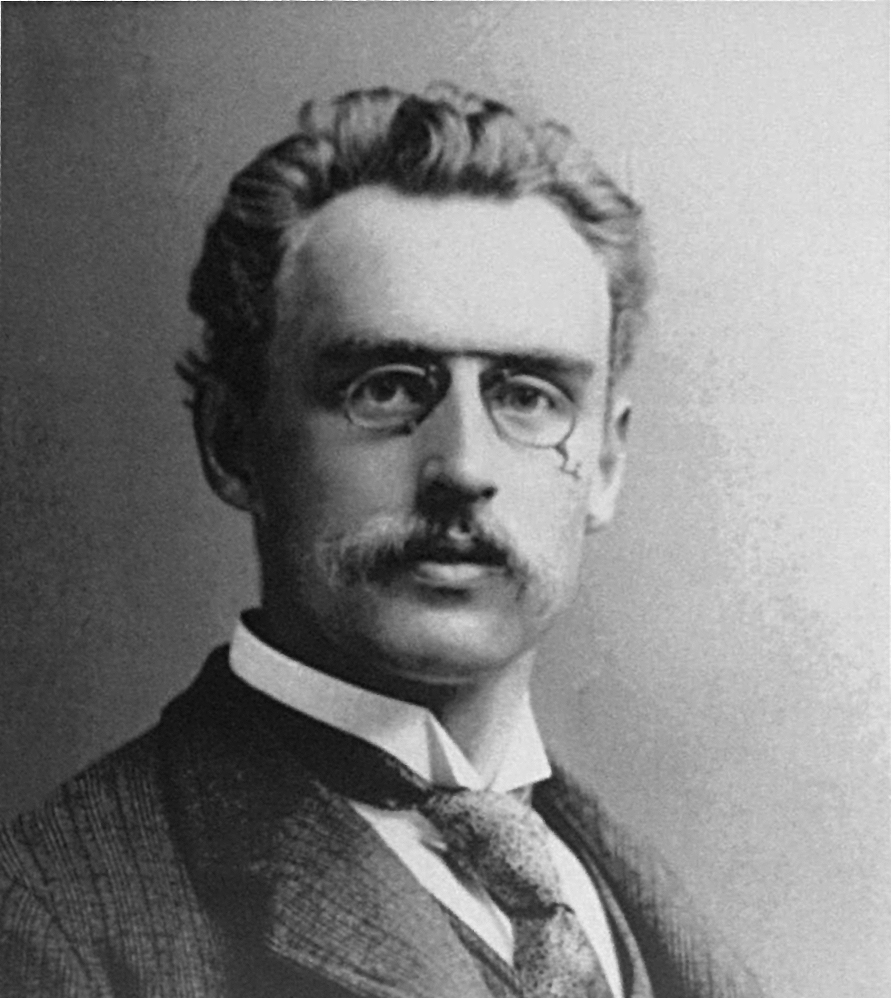
Charles Eugene Lancelot Brown, um 1900

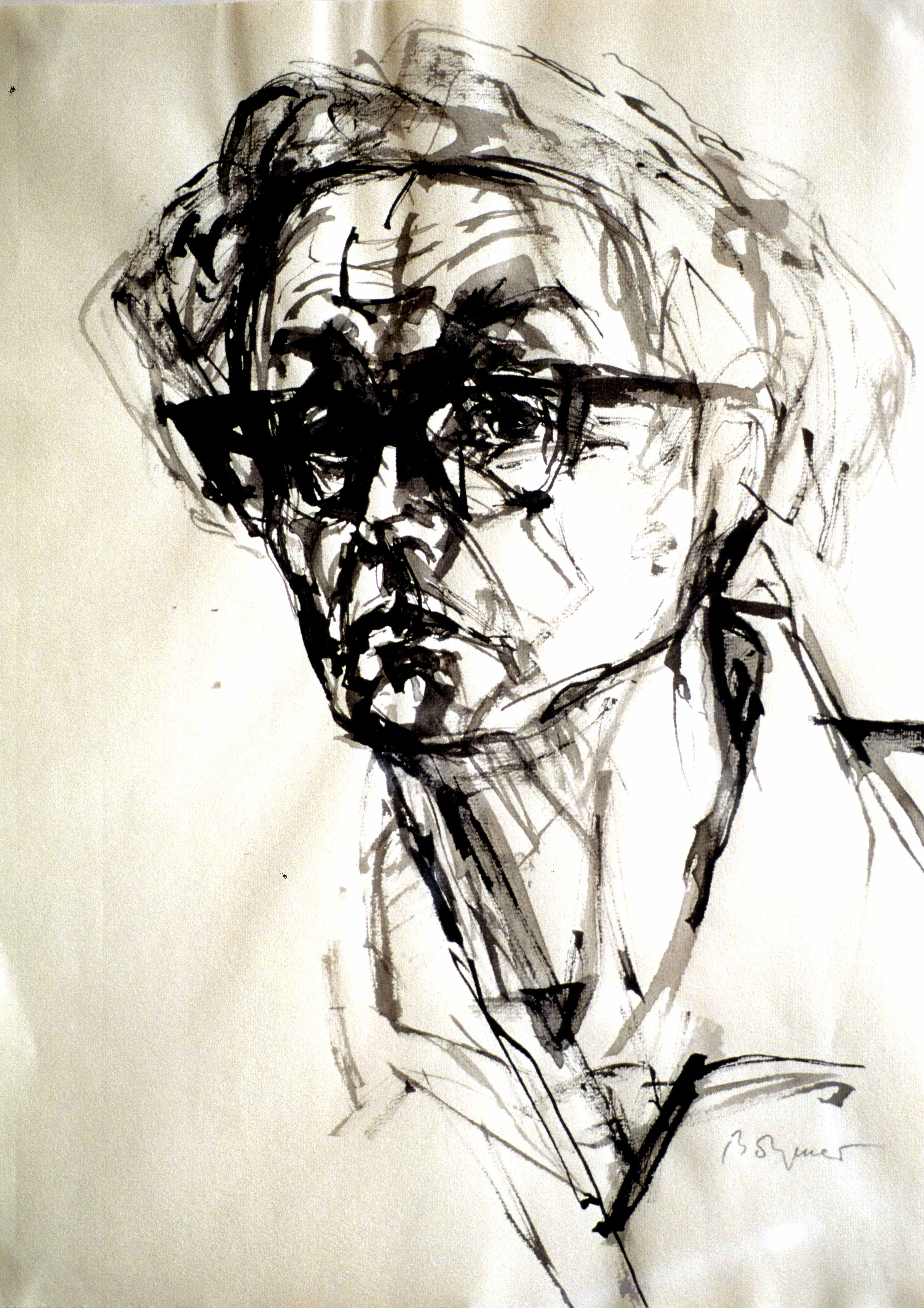
Gunter Böhmer: „Selbstbildnis“ 1978.

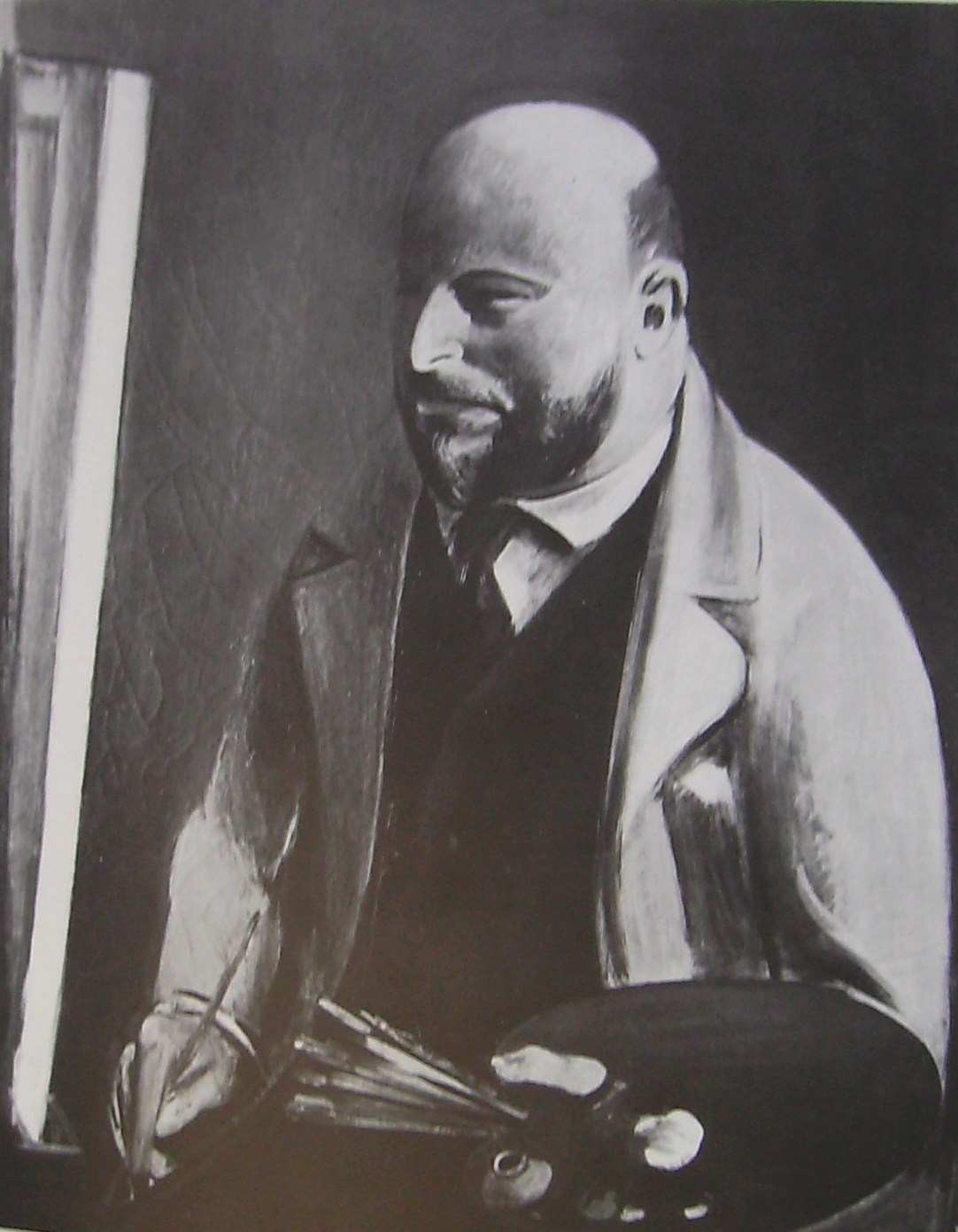
Porträt Hans Purrmann (Öl, um 1913), von Rudolf Levy

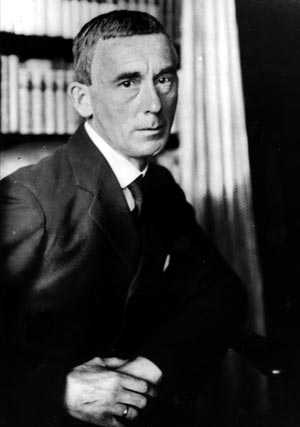
Hugo Ball, 1916

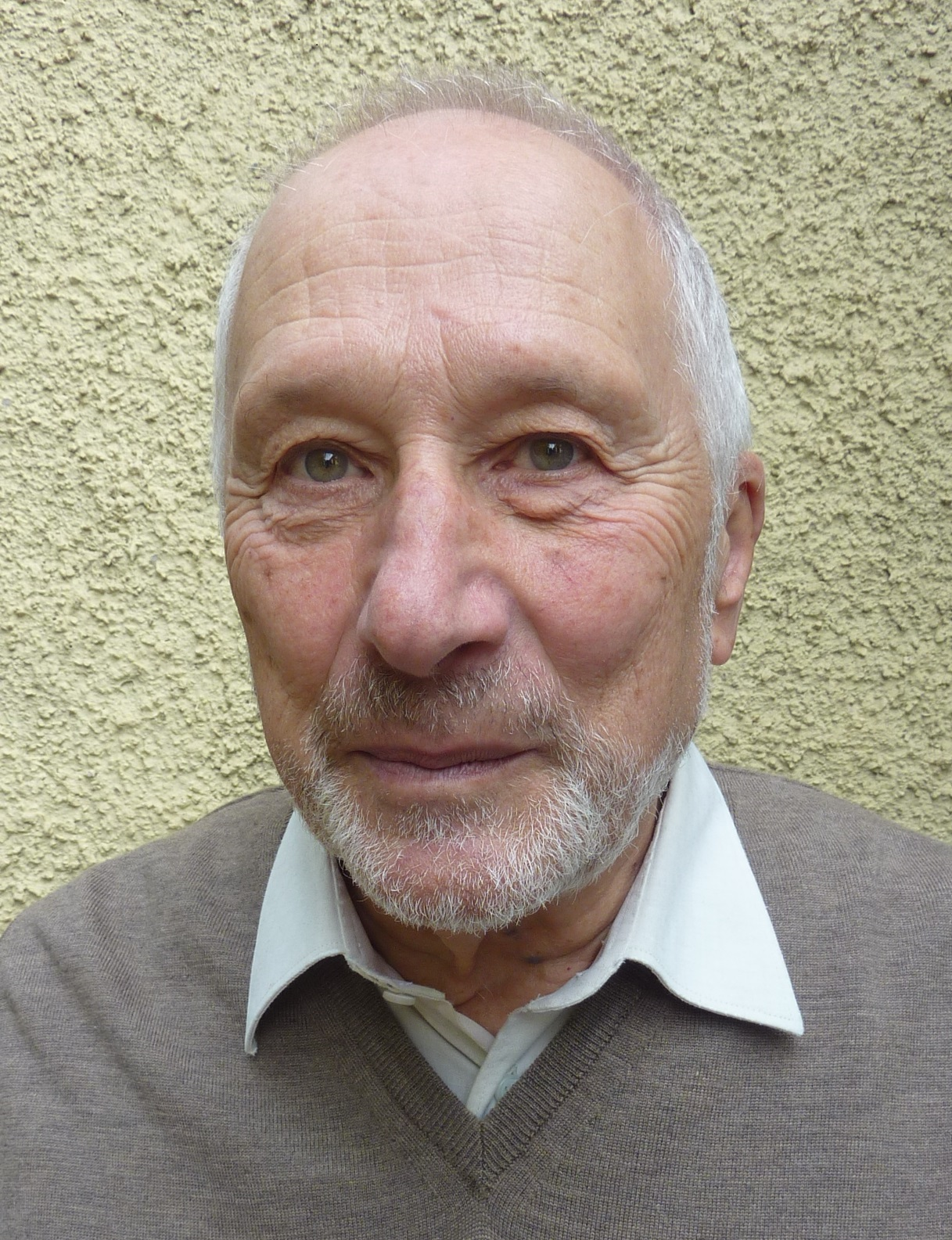
Ottavio Lurati (2017)

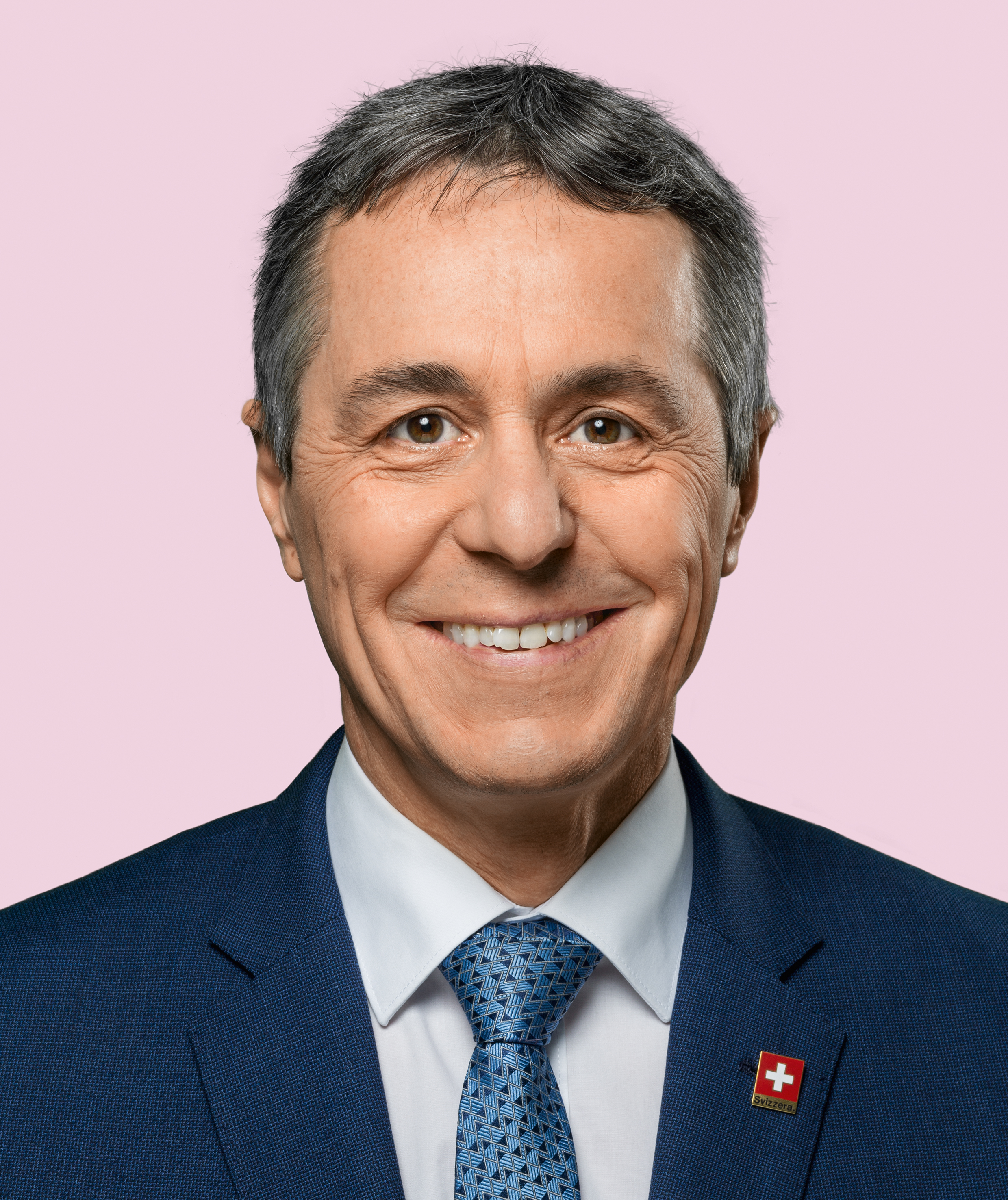
Ignazio Cassis (2022)

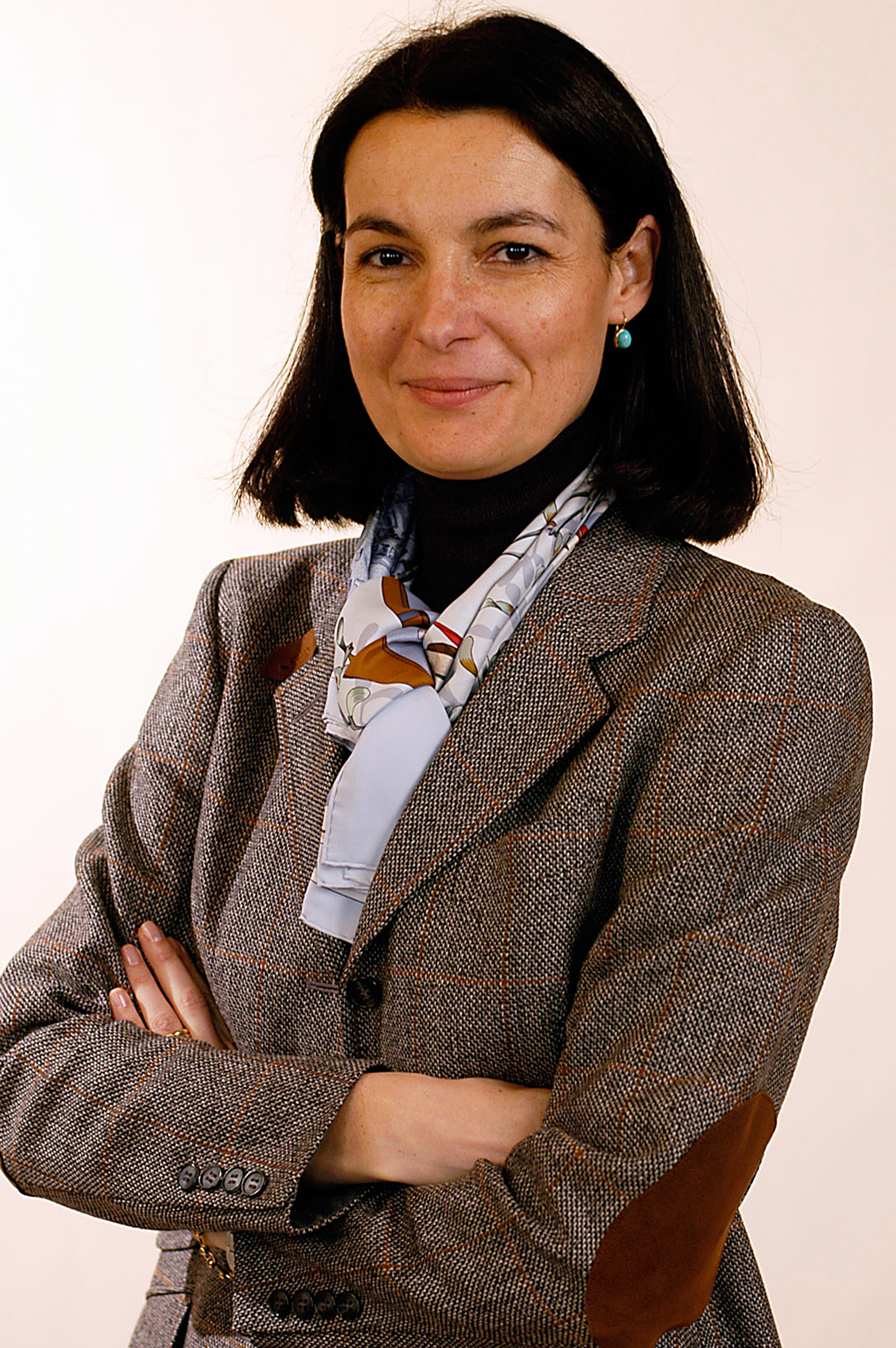
Laura Sadis, 2003

- Familie Adamini  aus Bigogno (siehe ehemalige Gemeinde Agra TI) (18. – 19. Jahrhundert), Architekten in Russland[1][2]
  - Leone Adamini (* 1728), war der Vermuteter Begründer im 18. und 19. Jahrhundert v. a. in Sankt Petersburg tätigen Adamini Dynastie. Er war Vater von Tommaso[2]
  - Tommaso Adamini (1763–1828), Baumeister[2]
  - Leone Adamini (1789–1854), Sohn des Tommaso, Baumeister und 1825 Nachfolger seines Vaters in Sankt Petersburg[2]
  - Domenico Adamini (1792–1860), Baumeister[2]

- Alberto Fè (* 1708/09 in Viglio (siehe ehemalige Gemeinde Gentilino); † 31. August 1772 ebenda), Architekt, Ingenieur und Baumeister[3]
- Charles Eugene Lancelot Brown (1863–1924), Mitbegründer des Elektrotechnikkonzerns BBC
- Gunter Böhmer (1911–1986 in Montagnola), deutsch-schweizerischer Maler, Zeichner und Buch-Illustrator
- Max Horkheimer (1895–1973), deutscher Sozialphilosoph und führender Kopf der Frankfurter Schule
- Friedrich Pollock (1894–1970), deutscher Soziologe und Ökonom
- Hans Purrmann (1880–1966), deutscher Maler, Grafiker, Kunstschriftsteller und Sammler
- Hugo Ball (1886–1927), deutscher Autor
- Emmy Hennings (1885–1948), deutsche Schriftstellerin und Kabarettistin.
- Alexander Nikolajewitsch Benois (1870–1960), Kunstmaler, Kunstkritiker
- Luigi Simona (1874–1968), Priester, Kunsthistoriker, Autor
- Sergio Emery (* 2. März 1928 in Chardonne VD; † 5. Juni 2003 in Gentilino), Kunstmaler, Zeichner, Stecher, Lithograf[4][5]
- Ottavio Lurati (1938–2023), heimatberechtigt in Croglio, war ein Schweizer Sprachwissenschaftler (Italianistik, Dialektologie)
- Laura Sadis (* 1961), Schweizer Politikerin (FDP.Die Liberalen)
- Ignazio Cassis (* 1961), Politiker (FDP.Die Liberalen)